# La clínica Gross
La clínica Gross (en anglès, Portrait of Dr. Samuel D. Gross, The Gross Clinic) és un oli realitzat pel pintor nord-americà Thomas Eakins en 1875. Ubicat al Museu d'Art de Filadèlfia, les seves dimensions són de 240 d'alçada i 200 cm d'amplada.
És considerat com l'obra de major importància de l'autor. En aquest quadre, Eakins, retrata al doctor Samuel D. Gross durant una operació realitzada en públic. Samuel D. Gross és un professor de setanta anys, vestit amb una levita negra, que dona classes a un grup d'estudiants del Jefferson Medical College. Inclòs en el grup hi ha un autoretrat de Eakins, que seu a la dreta de la barana del túnel, dibuixant o escrivint. Vist per sobre l'espatlla dreta del Dr. Gross és l'empleat de la clínica, el Dr. Franklin West, prenent notes en l'operació. La signatura d'Eakins es pinta a la pintura, a la part frontal de la taula quirúrgica.

## Descripció
Admirat pel seu realisme sense concessions, La clínica Gross té un lloc important en la documentació de la història de la medicina, tant perquè s'honra a l'aparició de la cirurgia com una professió de curació (anteriorment s'associava principalment amb l'amputació) i perquè ens mostra el que semblava el teatre quirúrgic al segle xix. La pintura es basa en una cirurgia presenciada pel pintor Eakin, en què Gross tracta a un jove de l'osteomielitis del fèmur. Gross es representa aquí portant a terme una operació conservadora en lloc d'una amputació (que és el que normalment es feia al pacient en dècades anteriors). Aquí, els cirurgians s'amunteguen al voltant del pacient anestesiat en els seus levites. Això es produïa just abans de l'adopció d'un entorn quirúrgic higiènic (asèpsia). La clínica Gross és sovint contrastada amb la darrera pintura d'Eakin La clínica d'Agnew (1889), que representa un quiròfan més net i més brillant, amb els participants amb "bates blanques". En la comparació dels dos, es pot observar l'avanç en la comprensió de la prevenció de la infecció. Una altra diferència notable en la pintura posterior és la presència d'una infermera professional, María Clymer, al quiròfan.
Se suposa que el pacient mostrat en La clínica Gross era un adolescent, encara que el cos exposat no és del tot discernible com a mascle o femella; la pintura és impactant tant per a la presentació imparell d'aquesta figura i la goriness del procediment utilitzat. Addicionalment es pot veure l'única dona en la zona mitjana esquerra de la pintura, possiblement la mare del pacient, encongida pel perill. La seva figura aporta dramatisme en fort contrast amb la tranquil·la actitud professional dels homes que envolten el pacient. Aquesta representació sagnant i molt contundent de la cirurgia va ser impactant en el moment en què es va exhibir per primera vegada.

## Estudis i dibuixos

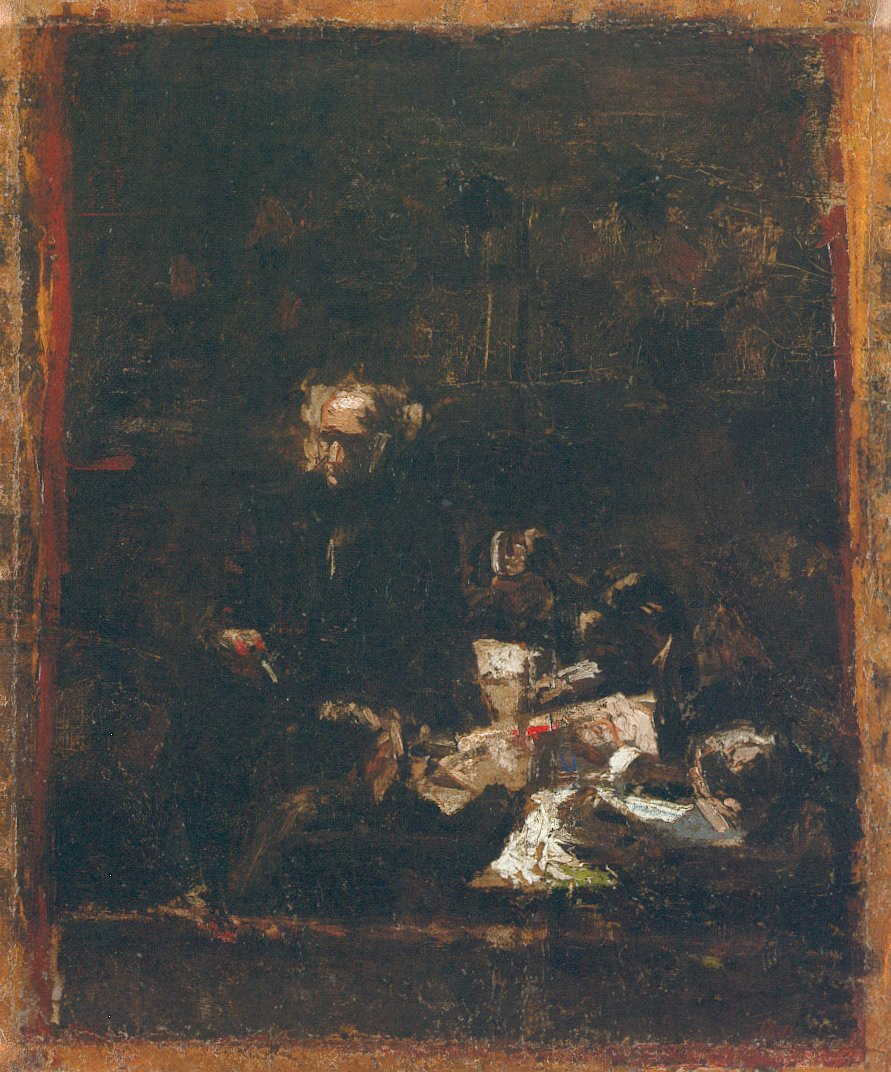
Estudi de composició (1875), Philadelphia Museum of Art.
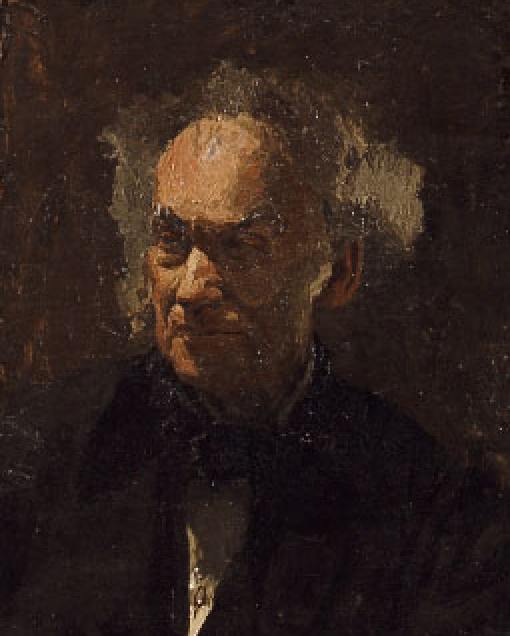
Estudi del Dr. Gross (1875), Worcester Art Museum, Worcester, MA.
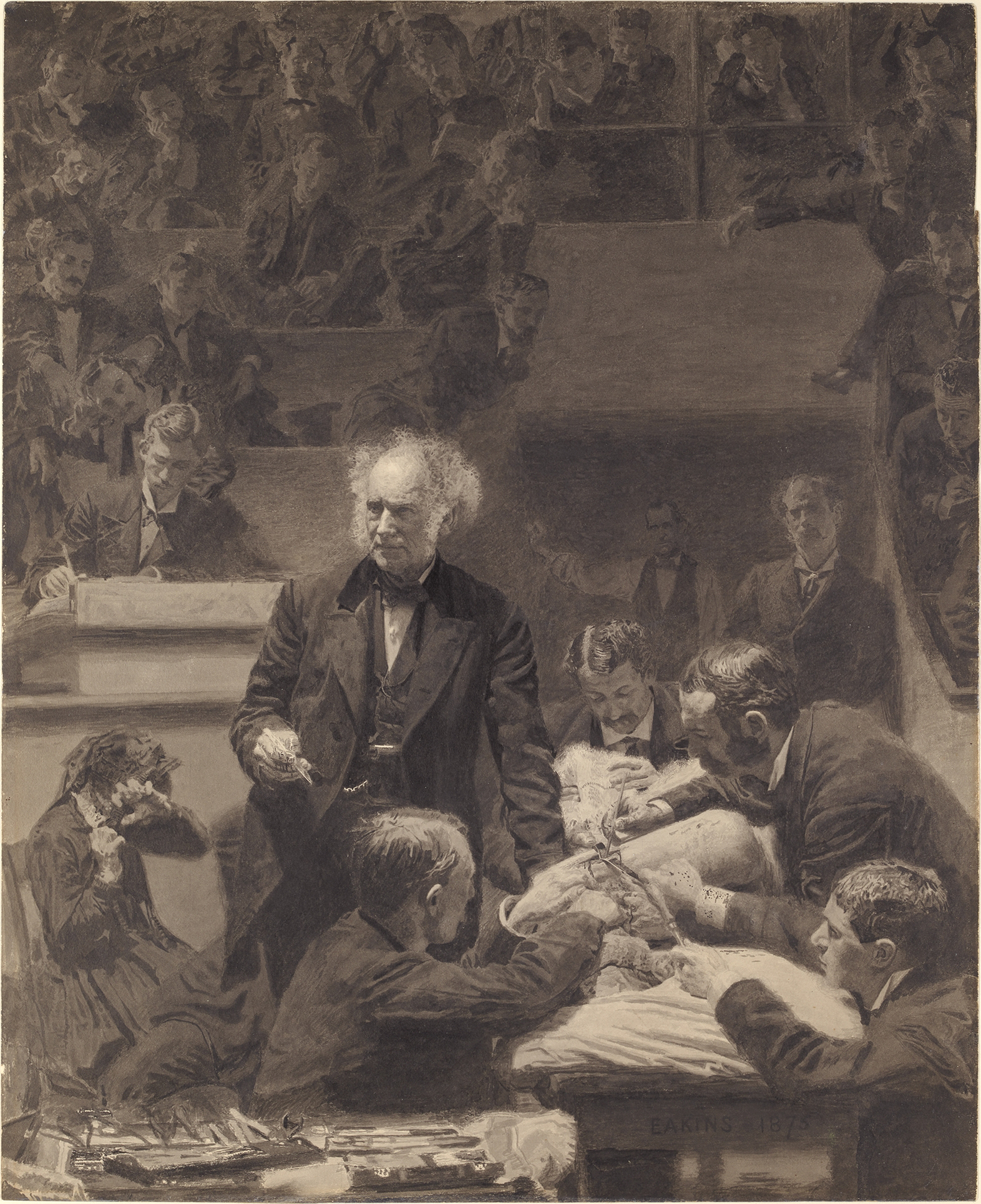
Dibuix en blanc i negre per la pintura (1875), Metropolitan Museum of Art, New York, NY. Aquesta il·lustració probablement fou feta per ser fotografiada.
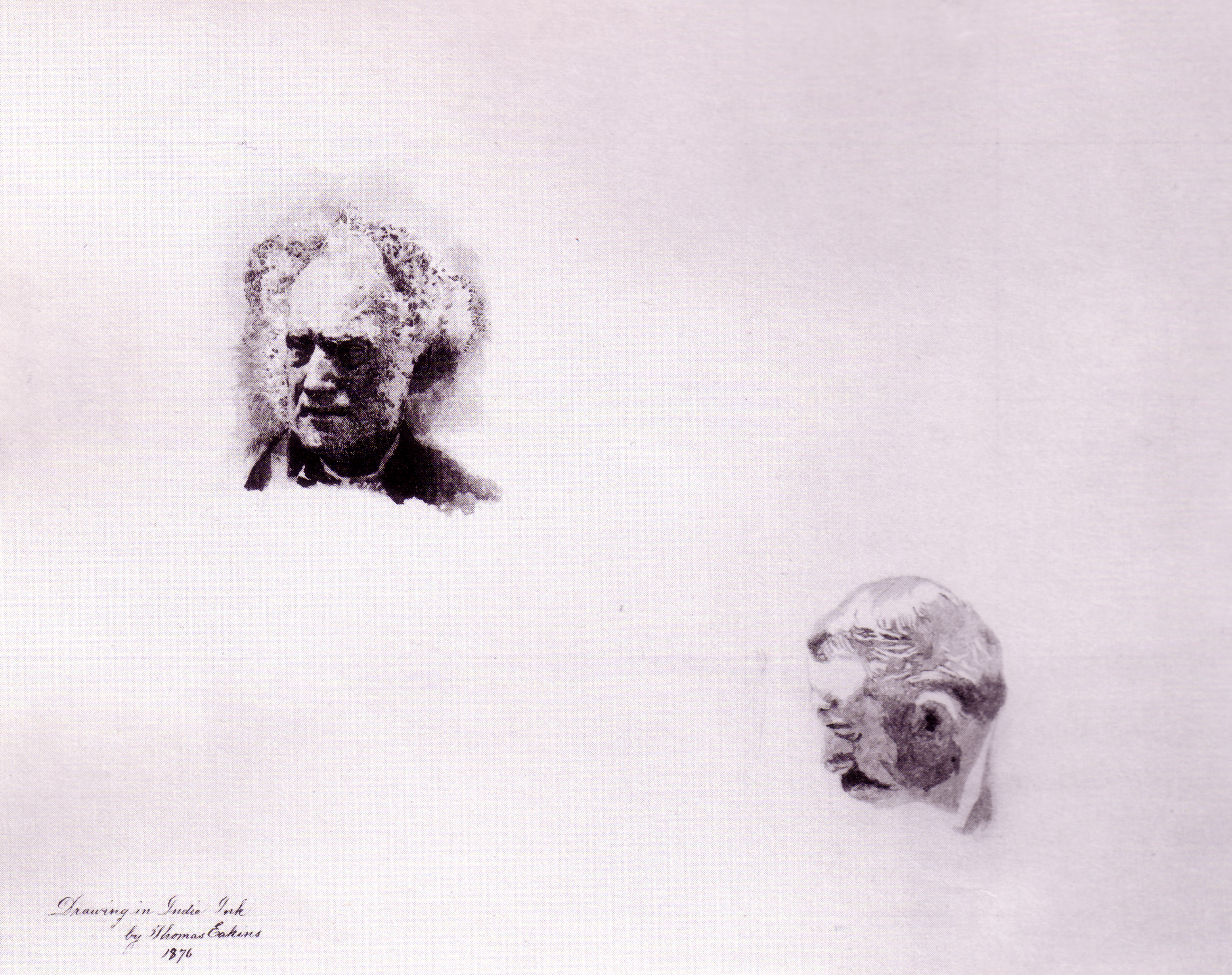
Dibuix de dos caps (1876), Philadelphia Museum of Art.
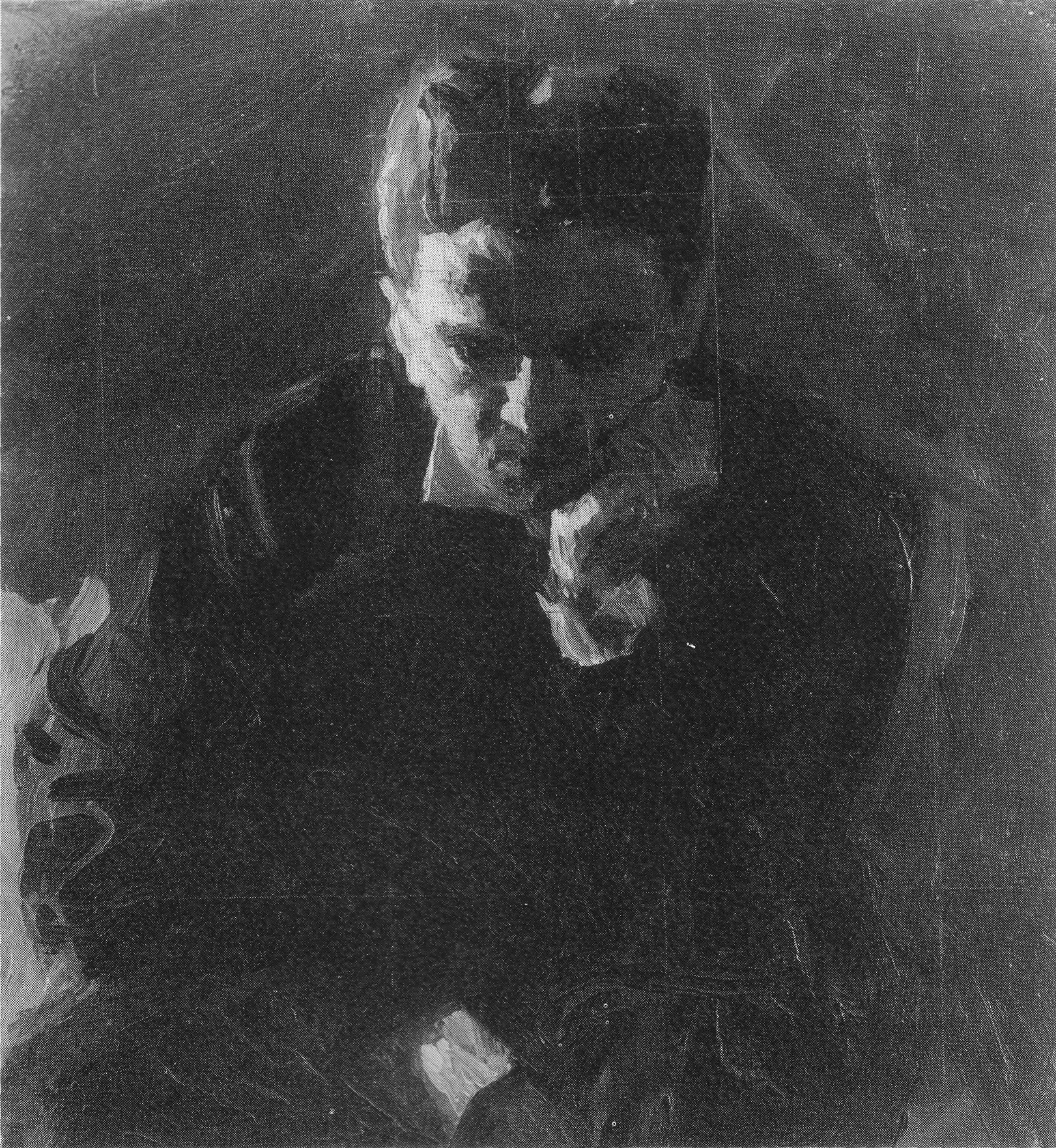
Estudi de Robert C. V. Meyers (1875), Col·lecció Privada. El personatge queda ubicat en la part superior del quadre.